# Villasequilla
Villasequilla é um município da Espanha na província de Toledo, comunidade autónoma de Castilla-La Mancha, de área 77,15 km² com população de 2445 habitantes (2004) e densidade populacional de 31,69 hab/km².

## Demografia
| Variação demográfica do município entre 1991 e 2004 | Variação demográfica do município entre 1991 e 2004 | Variação demográfica do município entre 1991 e 2004 | Variação demográfica do município entre 1991 e 2004 |
| --------------------------------------------------- | --------------------------------------------------- | --------------------------------------------------- | --------------------------------------------------- |
| 1991                                                | 1996                                                | 2001                                                | 2004                                                |
| 2387                                                | 2381                                                | 2323                                                | 2445                                                |